# Camille Liausu
Alcide Marie Camille Liausu, né le 22 novembre 1894 à Biarritz et mort le 30 octobre 1975 dans le 7e arrondissement de Paris, est un peintre français.
Il est le frère de l'auteur dramatique et journaliste Jean-Pierre Liausu (1898-1950).

## Biographie
Fils de négociant, Camille Liausu quitte Bayonne et intègre les Beaux-Arts de Bordeaux où il rencontre Jean Léon, puis arrive à Paris auprès du peintre Cormon vers 1919 et expose au Salon d'Automne, au Salon des Tuileries et Salon du Grand Palais.
Il épouse en 1921 Raymonde Léonie Brouchoud.
En 1923, Camille Liausu et son ami Roger Bissière installent leurs ateliers au Quartier du Parc-de-Montsouris près de Braque et Latapie.
Au début de la Seconde Guerre mondiale, il se retire définitivement de la vie publique, n'exposant plus, tout en continuant de peindre inlassablement jusqu'à la fin de sa vie.
Domicilié à Montrouge, il meurt à l'Hôpital Laennec de Paris à l'âge de 80 ans.

### Œuvres dans les collections publiques
- Translation du corps du roi Alexandre de Yougoslavie, Musée d'Art moderne de Paris, vers 1935